# 渡頭村
渡頭村是中華人民共和國廣東省中山市南區西環路的一個小農村。位置鄰近105國道，人口約3,000人，有華僑近6,000人。在改革開放之後，不少企業在此開設工廠。

## 歷史
1417年前後，祖先七世祖雷積善已經由台山經恩平到該地開村，以水稻、荔枝等作為生。民初開始，有人到海外求生計和發展。到1980年代改革開放時，大量外資到來開設工廠投資。

## 村委會歷史
以前稱大隊在聯和街設立，直至1990年搬遷到沖口，因經濟發展在1995年再搬遷到現村委會所在地渡興東路。2014年3月社區整合，渡頭社區撤銷，與沙恒竹渡合併，成立良都社區，办工地點為南区城南三路36号(原城管执法分局办公楼)

## 街道
渡頭村在改革開放前以大隊划分區域，由第一隊至第九隊。後來再以街道作划分。
- 街道：沖口路、雲梯里、健康大街、義興街、永興街、永安街、聯和街、環村東路、環村西路、興業路、渡興東路、渡興西路、舊村坑

其中，80年代未至90年代初填農田買地，發展了很多工廠及新型住處（包括沖口興業路、渡興東路一帶商品房及西區）

## 教育
渡頭小學創立於1913年。1982年，華橋捐款興建鄰近沖口的新型校舍，樓高3層，有小學及幼兒園教育。1994年，幼兒園搬遷到渡興東路的新校舍，2005年搬回渡頭學校，該處改作為渡頭衛生站。小學在2005年與福涌小學合併，在渡頭西區興福路新建良都小學。渡頭健身廣場位置曾經於90年代前是渡頭中學。

## 醫療
渡頭健康院在1980年由華橋雷漢明捐款興建，醫生主要是雷根成及雷溢田家庭。直至2007年搬往前渡頭幼兒園位置，醫生是雷惠楚(雷溢田兒子)。原健康院改為渡橋藥房，由華橋雷悅明負責，於2010年停業，並把渡橋藥房改為出租屋。另外，雷溢田在其住所也經營醫療，但無證原因在2010年6月已停業，但在2010年底恢復非法經營，只接待本地人。

## 市集
渡頭市場在雲梯里則，建於1920年。直至1994年7月24日搬遷到渡興東路則的新市場。
而舊市場附近有很多店舖，不過市場搬遷後相繼結業。

## 風水
有傳90年代初發展工業把沖口一老樹切斷，自此村內風水變差。如投資難、男士們愛賭等。另外，有傳一街道有人去世會令附近連續有人去世。

## 信仰
渡頭村大多數村民信仰傳統道教、佛教，極少數信仰基督教、天主教。80年代之前，健康大街1號向渡頭牌坊一帶有康公廟，因為經濟發展全部拆掉。1999年海內外鄉親的支持，於渡頭公園前面興建康公廟及渡頭紀念館，於2000年初啟用。

90年代中法輪功在渡頭村興盛，集中在渡頭大宗祠修煉，國家在1999年取締，該現象在2000年後已消除。

## 交通
市公共汽車014路(博愛醫院-北台)途經渡頭牌坊、美怡樂。057路(城南站-大涌市場南)、081路(城南站-中山汽车总站)、K11路(中山汽車總站-坦洲怡樂園)、K19路(市人民醫院-板芙深灣市場)、K20路(城南站-黃圃)、K995路(中山汽車總站-珠海上冲)途經105國道則渡頭工業區